# 百事生可樂
百事生可樂由百事可乐推出的一種可樂汽水，共有兩種不同的版本：有歐洲、北美版和東亞日本版（日语：ペプシ＜生＞）。
東亞的百事生可樂跟歐洲與北美美版的百事生可樂沒有任何關係，兩者都屬於不同的產品。

## 歷史
百事生可樂最初是由百事可乐和碧域联合研发的「含有天然植物精華的可樂汽水」（Sparkling Cola Drink with Natural Plant Extracts），主打不含人工香料、色素、防腐剂和甜味剂。 它於2008年率先在英国推出，之後登陸挪威、澳大利亚、美国和墨西哥市場。2010年9月，百事可乐公司宣布停售。
2021年，三得利在日本市场正式发售百事生可樂，主要特點是使用製啤酒的概念，讓飲用者能夠有一種「如同生啤般的爽快口感」；其後百事于2023年在中国大陆推出无糖生可乐。
2023年，视频博主“夏老實”在抖音上傳了使用夸张的词语介紹日本产百事生可樂的短視頻，由于其带货视频多有拉踩竞品及夸张不实宣传行为，加上其本人打扮较为中性化，她被冠以“宾州婆”的绰号（“宾州”在粤语中指代男性生殖器）。彼时正值抖音上线语音评论功能，大量粤语地区網民纷纷以粤语錄音留言讽刺，例如宣称“飲完生可樂宾州會發光”等。至此生可樂在粤语区乃至整个华语圈正式走红。
2025年6月，在台灣由味丹企業授權製造百事可樂無糖生可樂。

## 原料

### 歐美版 (Pepsi Raw / Pepsi Natural)

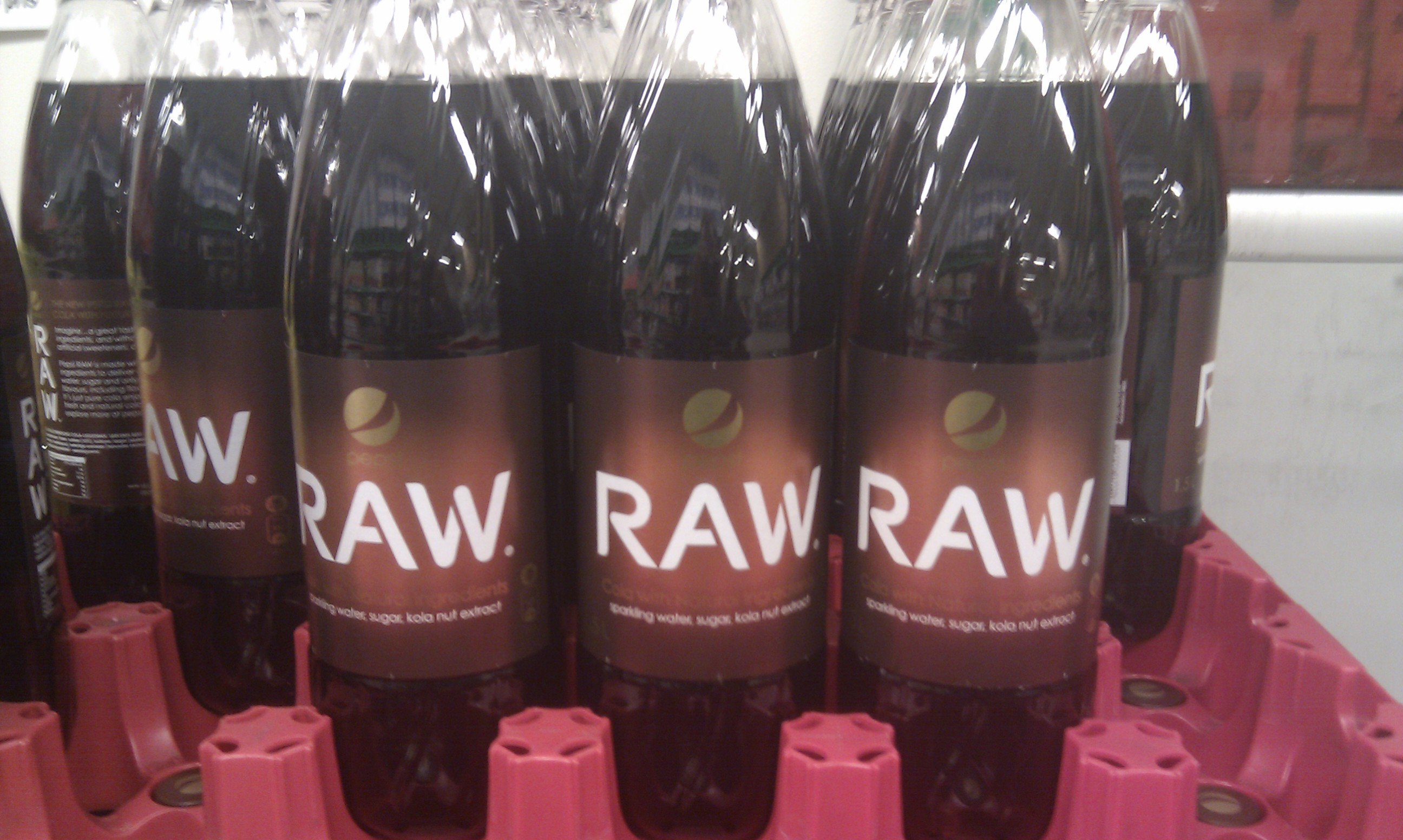
在英國銷售的Pepsi Raw

- 碳酸水
- 蔗糖
- 苹果提取物
- 纯焦糖色素
- 天然植物提取物（包括天然咖啡因和可乐果提取物）。
- 檸檬酸、酒石酸和乳酸。
- 稳定剂：阿拉伯胶。
- 增稠剂：黄原胶。

## 营养信息

### 歐美版 (Pepsi Raw / Pepsi Natural)
每瓶300毫升的营养成分：
- 能量：117千卡
- 蛋白质：0克
- 碳水化合物：29.7克
  - 其中糖含：28.8克
- 脂肪：0克
- 饱和度：0克
- 纤维：0克
- 钠 : 0克

每100毫升的营养成分：
- 能量：39千卡
- 蛋白质：0克
- 碳水化合物：9.9克
- 其中糖类：9.6克
- 脂肪：0克
- 饱和度：0克
- 纤维：0克
- 钠 : 0克